# جيم كيربي
جيم كيربي (بالإنجليزية: Jim Kirby)‏ هو مخترِع أمريكي، ولد في 28 سبتمبر 1884، وتوفي في 9 يونيو 1971.